# Virbia esula
Virbia esula là một loài bướm đêm trong họ Erebidae. Nó được mô tả bởi Herbert Druce vào năm 1889. Loài này được tìm thấy ở Mexico.